# Ben Crompton
Ben Crompton, né en 1974 à Stockport, Grand Manchester, est un acteur britannique.

## Carrière
Il a joué dans l'émission de sketch de la BBC Man Stroke Woman (en). De plus, il joue Colin dans le sitcom sur BBC Three, Ideal, avec Johnny Vegas. 
Il apparaît aussi dans le film All or Nothing en 2002, la série télévisée Clocking Off (en), et le téléfilm Housewife, 49 (en).
Il incarne également l'inspecteur mason dans la  série north and south produite par la bbc.
Il a aussi un rôle dans 102 Dalmatiens en tant qu'Ewan, puis il incarne Keith dans Pramface (en) sur la BBC Three début 2012.
En 2011, il apparaît comme William Nutt dans le téléfilm Les Soupçons de Monsieur Whicher pour ITV. En 2013, il apparaît aussi dans le film Blood.
C'est un ancien membre du Youth Unlimited Theatre Group.
Le 9 août 2011, George R. R. Martin confirme sur son blog que Crompton a été recruté pour le rôle de Edd Tollett, dit Edd-La-Douleur dans la seconde saison de la série télévisée Game of Thrones. Ce personnage devient récurrent dans les saisons 2, 3 et 4. 
Ben Crompton joue actuellement dans la série comique Pramface (en) sur la BBC Three.
En 2016, il apparaît dans le clip Old Skool du groupe Metronomy, réalisé par Dawn Shadforth. Il y interprète un père de famille invitant toute une bande d'amis plutôt déjantés pour une fête "old school".

## Filmographie

### Télévision
Il joue le rôle d’Eddison Tallet dans Game of Thrones.